# 4e régiment d'infanterie légère
Le 4e régiment d'infanterie légère (4e léger) est un régiment d'infanterie légère de l'armée française créé sous la Révolution à partir du bataillon de chasseurs royaux Corses, un régiment français d'Ancien Régime lui-même issu du régiment Royal-Corse créé en 1739.

En 1854, il est transformé et prend le nom de 79e régiment d'infanterie.

## Création et différentes dénominations
- 26 avril 1788 : Formation des Chasseurs Royaux de Corses à partir du 2e bataillon du régiment Royal-Corse
- 1791 : renommé 4e bataillon de chasseurs.
- 6 août 1794 : devient la 4e demi-brigade légère de première formation
- 10 avril 1796 : transformé en 4e demi-brigade légère de deuxième formation
- 1803 : renommée 4e régiment d'infanterie légère.
- 12 mai 1814 : pendant la Première Restauration le régiment prend la dénomination de régiment léger de Monsieur
- 20 avril 1815 : pendant les Cent-Jours il reprend le nom de 4e régiment d'infanterie légère
- 16 juillet 1815 : comme l'ensemble de l'armée napoléonienne, il est licencié à la Seconde Restauration.
- 11 août 1815 : création de la légion de l'Ardèche.
- 1820 : renommée 4e régiment d'infanterie légère.
- En 1854, l'infanterie légère est transformée, et ses régiments sont convertis en unités d'infanterie de ligne, prenant les numéros de 76 à 100. Le 4e régiment d'infanterie légère prend le nom de 79e régiment d'infanterie de ligne.

## Chefs de corps
Colonels/Chef de brigade
- 1796 : colonel Marie Jean Benoit Beaupoil de Saint-Aulaire
- An X : colonel Jean-Baptiste Lecat de Bazancourt
- 1800 : Henri-Joseph Thüring de Ryss : général de brigade de la 4e division d’infanterie de l’armée du Rhin, librettiste et auteur dramatique français
- 28 mars 1808 : colonel André-Philippe Corsin
- 1850 : Jules Henri Soumain (° 1805-† 1873)
- 1854 : François Grenier
- 1830 : colonel Edwin Bonaventure Frescheville[1]

## Historique des garnisons, combats et batailles

### Chasseurs Royaux de Corses
Le bataillon des Chasseurs Royaux de Corses  est formé le 26 avril 1788 à partir du 2e bataillon du régiment Royal-Corse.
En juillet 1790, il se trouve en garnison à Tournon.

### 4ebataillon de chasseurs
En 1791, il est renommé 4e bataillon de chasseurs et est affecté, en 1792, à l'armée des Alpes. Au début de 1794, avec un effectif de 615 hommes, il est positionné aux alentours de Chambéry.

### 4edemi-brigade légèrepremière formation
Le 19 thermidor an II (6 août 1794), à Colmar, la 4e demi-brigade légère de première formation est formée avec :
- Le 4e bataillon de chasseurs (ci-devant Corses
- Le 1er bataillon de volontaires de la Creuse
- Le 5e bataillon de volontaires de l'Ain

### 4edemi-brigade légèredeuxième formation
Le 18 germinal an IV (7 avril 1796), la 4e demi-brigade légère  de deuxième formation est formée avec :
- La 8e demi-brigade légère de première formation (8e bataillon de chasseurs (ci-devant des Vosges), 1er bataillon de volontaires du Cantal et 2e bataillon de la légion de la Moselle)
- la 1er bataillon de la 52e demi-brigade de première formation (22e bataillon de chasseurs également appelé légion de Rosenthal ou légion germanique[2], 1er bataillon chasseurs de la Neste également appelé 1er bataillon de Miquelets de la Neste et 5e bataillon de volontaires des Hautes-Pyrénées également appelé 2e bataillon de volontaires d'Argelès)
- Le 5e bataillon de volontaires de l'Isère
- Le 1er bataillon de volontaires de la Charente
- Le bataillon de Nyons

### 4erégimentd'infanterie légère
Par décret du 1er vendémiaire an XII (24 septembre 1803) la 4e demi-brigade légère deuxième formation est renommée 4e régiment d'infanterie légère.
Le 4e léger fait les campagnes de l'an XII et de l'an XIII à l'armée de réserve des camps, celle de l'an XIV au 5e corps de la Grande Armée, celle de 1806 au 8e corps de la Grande Armée, celle de 1807 au 8e corps de la Grande Armée, au corps d'observation de la Grande Armée et au corps d'observation de la Gironde, celle de 1808 aux armées de Portugal et d'Espagne, celle de 1809 à l'armée d'Espagne, celle de 1810 et 1811 aux armées d'Espagne et de Portugal, celle de 1812 à l'armée d'Espagne, celle de 1813 à l'armée d'Espagne et au 14e corps de la Grande Armée et celle de 1814 au 6e corps de la Grande Armée en garnison à Dantzig et à Anvers et à l'armée d'Espagne.

Le 14 février 1814 il participe à la Bataille de Vauchamps dans la 8e division du 6e corps d'infanterie sous les ordres du maréchal Marmont.

Le 12 mai 1814, pendant la Première Restauration le régiment prend la dénomination de régiment léger de Monsieur.

À partir du 20 avril 1815, pendant les Cent-Jours, il reprend le nom de 4e régiment d'infanterie légère et il est affecté au 2e corps de la Grande Armée.
Le 16 juillet 1815, comme l'ensemble de l'armée napoléonienne, il est licencié à la Seconde Restauration.

### Légion de l'Ardèche
Le 11 août 1815 le régiment est recréé sous le nom de légion de l'Ardèche.

### 4erégimentd'infanterie légère
Le 4e régiment d'infanterie légère est formé à Toulon, avec les 2 bataillons de la légion de l'Ardèche
Le 4e régiment d'infanterie légère fait la campagne de 1823 aux 2e corps de l'armée d'Espagne et se distingue aux combats de Lorca, de Campillo-de-Arenas et de Jaën.
Durant les campagnes de 1824, 1825 et 1826, il fait partie du corps d'occupation d'Espagne.
En 1830, le 1er bataillon du régiment participe est rattaché à l'armée d'Afrique, et fait partie du corps expéditionnaire contre la régence d'Alger et participe à la campagne de 1830, et il se distingue lors de la prise de la position de Sidi-Ferruch le 14 juin, à la bataille de Staoueli 5 jours plus tard puis aux combats de Dely-Ibrahim le 24 du même mois et de Sidi Khalef le 29 juin. Il est ensuite au siège et à la prise d'Alger du 30 juin au 5 juillet 1830.

Une ordonnance du 28 août 1830 créé le 3e bataillon du 4e léger
De 1833 à 1839, les 2e et 3e bataillons sont affectés à l'armée des Alpes.
Par décret impérial du 24 octobre 1854, l'infanterie légère est transformée, et ses régiments sont convertis en unités d'infanterie de ligne, prenant les numéros de 76 à 100.
 
Le 4e régiment d'infanterie légère prend le nom de 79e régiment d’infanterie de ligne.

## Sources et bibliographie
- Histoire de l'armée et de tous les régiments volume 4 par Adrien Pascal
- Nos 144 Régiments de Ligne par  Émile Ferdinand Mugnot de Lyden
- Les liens externes cités ci-dessous
- 79e régiment d'infanterie. 1914-1918, Nancy, Impr. Royer, 48 p., lire en ligne sur Gallica.